# 高橋勝 (教育学者)
高橋 勝（たかはし まさる、1946年10月19日 - ）は、日本の教育学者。横浜国立大学名誉教授。専門は、教育哲学、教育人間学、ドイツ教育思想史。神奈川県出身。

## 略歴
1965年 神奈川県立希望ヶ丘高校卒、1969年 東京教育大学（現筑波大学）教育学部卒、1977年 同大学院教育学研究科博士課程満期退学、1977年 愛知教育大学専任講師、1979年 助教授、1982年 横浜国立大学助教授、1993年 教授、1995-96年 ドイツ・ベルリン自由大学客員研究員、2000-04年 横浜国立大学附属横浜小学校長、2008-2012年 横浜国立大学評議員、2012年 同大学定年退官、同大学名誉教授、2012-17年 帝京大学教授・大学院教職研究科長。2007-2017年 早稲田大学大学院（教育・総合科学学術院）非常勤講師、2012-2020年 神奈川県教育委員、2024年 大和市健康都市大学名誉教授。2020年-2025年 東京福祉大学教授・大学院教育学研究科長。

## 研究テーマ
- 現象学的教育人間学に関する研究
- 経験による自己変容（メタモルフォーゼ）に関する研究
- 現象学及び生態学の方法で近代教育学をとらえ直す研究
- 子ども・若者・大人の自己形成と世代間交流（インタージェネレーション）に関する研究

## 著作

### 単著
- 『作業学校の理論』著訳書（世界新教育運動選書、第2巻　ゲオルク・ケルシェンシュタイナー）明治図書 1983
- 『子どもの自己形成空間 ― 教育哲学的アプローチ』川島書店　1992
- 『学校のパラダイム転換 ― 〈機能空間〉から〈意味空間〉へ』川島書店　1997
- 『文化変容のなかの子ども ― 経験・他者・関係性』東信堂　2002
- 『情報・消費社会と子ども』明治図書　2006
- 『経験のメタモルフォーゼ ― 〈自己変成〉の教育人間学』勁草書房　2007
- 『子どもが生きられる空間 ― 生・経験・意味生成』東信堂　2014
- 『流動する生の自己生成 ― 教育人間学の視界』東信堂　2014
- 『応答する〈生〉のために ― 〈力の開発〉から〈生きる歓び〉へ』東信堂、2019

### 編著・監修
- 『道徳教育の研究』編著 実践教職課程講座第4巻 日本教育図書センター 1987
- 『教育キーワード137』江川玟成,葉養正明,望月重信共編著 時事通信社 1992
- 『教育哲学』新井保幸共編著 樹村房 教育学テキストシリーズ 1994
- 『子どもの<暮らし>の社会史― 子どもの戦後五十年』下山田裕彦共編著 川島書店 1995
- 『近代教育の再構築』小笠原道雄監修 坂越正樹、増渕幸男,田代尚弘共編 福村出版 2000
- 『教育関係論の現在 「関係」から解読する人間形成』広瀬俊雄共編著 川島書店 2004
- 『教育哲学の再構築』新井保幸共編著 学文社 2006
- 『教職用語辞典』編著（原聡介編集代表） 一藝社 2008
- 『子ども・若者の自己形成空間― 教育人間学の視線から』編著 東信堂 2011
- 『道徳教育論』編著 培風館 教職シリーズ 2011
- 『教職概論』編著 一藝社 新・教職課程シリーズ 2014

### 共著
- 『現代に生きる教育思想－第5巻 ドイツ編2』天野正治編 ぎょうせい 1982
- 『新教育運動の理論』長尾十三二編（世界新教育運動選書、別巻2）明治図書 1988
- 『教育と教育観』原聡介ほか     文教書院 1990
- 『道徳教育と特別活動』遠藤昭彦・山口満編、協同出版、1992
- 『特別活動の理論と方法』江川玟成編、学芸図書、1993
- 『教師像の再構築』岩波講座・現代の教育・第6巻 佐藤学ほか編 岩波書店 1998
- 『いま中学・高校教師に望むこと』無着成恭ほか 栄光教育文化研究所編 1998
- 『迷走する現代と子どもたち―　21世紀の教育と子どもたち・第1巻』 門脇厚司ほか編 東京書籍 2000
- 『教育思想事典』教育思想史学会編 勁草書房 2000
- 『他者に臨む知』臨床教育人間学・第1巻 臨床教育人間学会編 世織書房 2004
- 『差異を生きる』宮崎かすみ編 明石書店 2009
- 『教育学の基礎』田中智志編 一藝社 2011

### 翻訳
- ヴォルフガング・ブレツィンカ『教育学から教育科学へ－教育のメタ理論』小笠原道雄ほか共訳　玉川大学出版部　1990
- ヘルマン・レールス,ハンス・ショイアール編『現代ドイツ教育学の潮流』天野正治ほか共訳　玉川大学出版部 1992
- クリストフ・ヴルフ編著『教育人間学入門』監訳 玉川大学出版部 2001

## 所属学会
- 日本教育学会常任理事、教育哲学会常任理事、こども環境学会副会長、臨床教育人間学会共同代表、 教育思想史学会理事などを歴任。